# Катедра (образование)
Катедрата или департаментът е подразделение на университет или факултет, което е концентрирано върху определена академична дисциплина.
Обикновено курсовете в университетите са в рамките на определена катедра. Името департамент е характерено за американската академична система, а в България на департаменти е разделен Нов български университет.. В държавните университети в България подразделенията в рамките на даден университет традиционно се наричат факултети (с други думи департаментите на НБУ не са еднозначни като структура на факултетите в държавните университети). В рамките на едно висше училище в България може да има и институти, колежи, филиали (филиалите са териториални поделения на висшето училище, намиращи се в друго населено място), както и обслужващи звена (сектори, центрове, библиотеки, лаборатории, опитни станции, издателски комплекси (т.е. университетски издателства), производствени бази и други относително обособени структури). Катедрата е звено на факултет, департамент, филиал или колеж, което осъществява учебна и научноизследователска (художествено-творческа) дейност по една или група сродни дисциплини.